# Малоновый эфир
Мало́новый эфи́р (диэтиловый эфир малоновой кислоты, диэтилмалонат) — органическое соединение, сложный эфир малоновой кислоты и этилового спирта с химической формулой C2H5OOCCH2COOC2H5. Бесцветная жидкость с фруктовым запахом. Используется в органическом синтезе, в производстве лекарственных средств и в пищевой промышленности как ароматизатор.

## Механизм
Углерод в альфа положении карбонильных групп может быть депротонирован сильным основанием. Образовавшийся карбанион может подвергнуться нуклеофильному замещению алкилгалогенида с образованием алкилированного соединения. При нагревании диэфир подвергается термическому декарбоксилированию с образованием уксусной кислоты, замещенной соответствующей группой R.  Таким образом, малоновый эфир можно считать эквивалентным  -CH 2 COOH .
Выбранные эфиры обычно такие же, как и используемое основание, т.е. этиловые эфиры с этоксидом натрия . Это делается для предотвращения скремблирования путем переэтерификации .

## Синтезы

### Диалкилирование
Сложный эфир можно диалкилировать, если депротонирование и алкилирование повторяют перед добавлением водной кислоты.

### Синтез циклоалкилкарбоновой кислоты
Синтез внутримолекулярного малонового эфира происходит при взаимодействии с дигалогенидом .  Эта реакция также называется алициклическим синтезом Перкина в честь исследователя Уильяма Генри Перкина-младшего 

### Другие синтезы
также с помощью малонового эфира можно получать
- дикарбоновые кислоты (янтарную, адипиновую и др.)
- непредельные карбоновые кислоты через галогеналкены (кроме альфа- и бета- непредельных)
- альфа- и бета- непредельные карбоновые кислоты через альдегиды и кетоны по реакции Кнёвенагеля (акриловую и др.)
- бета-аминокислоты по реакции Родионова

## Свойства
Бесцветная маслянистая жидкость с запахом фруктов. Имеет молярную массу 160,18 г/моль. Плавится при температуре -49,8 °C, кипит при 198,9 °C (760 мм рт. ст.), 92 °C (18 мм. рт. ст.). Имеет относительную плотность {\displaystyle d_{4}^{20}} = 1,0553, показатель преломления {\displaystyle n_{D}^{20}} = 1,41428. Смешивается в любых отношениях с этиловым спиртом, эфиром, этилацетатом, плохо растворим в воде (2,124 г/100 г).
Атомы водорода в группе CH2 имеют высокую подвижность и благодаря им соединение легко образует металлические производные.

## Применение
В производстве лекарственных средств малоновый эфир используется для синтеза барбитуратов, а также седативных и антиконвульсивных средств.
Помимо этого, находит применение в органическом синтезе .
В пищевой промышленности применяется как ароматизатор.